# NEW AKINA 에트랑제 나카모리 아키나 in 유럽
《NEW AKINA 에트랑제 나카모리 아키나 in 유럽》(NEW AKINA エトランゼ 中森明菜 in ヨーロッパ)는 일본의 여가수 나카모리 아키나(中森明菜)의 첫 번째 비디오 음반으로 1983년 10월 12일에 발매하였다. 1983년 8월 10일에 발매된 나카모리의 네 번째 정규 음반 《NEW AKINA 에트랑제》의 뮤직 비디오이기도 한 이 음반은 1983년 5월, 나카모리가 음반 녹음차 파리와 제네바, 로마 등을 돌며 촬영되었다. 이전에 발매된 정규 음반과는 달리 이 음반에는 이미 출시된 싱글곡을 수록하지 않고 음반의 컨셉트에 집중하였다. CD 저널은 이 비디오 음반에 대해 나카모리 아키나의 천진난만한 매력이 비디오 곳곳에 묻어난다고 지적하였다.

## 수록곡
| #   | 제목 | 작사          | 작곡            | 편곡                          | 재생 시간 |
| --- | --- | ------------- | --------------- | ----------------------------- | --------- |
| 1.  | 〈〈안녕이군요〉(さよならね 사요나라네[*])〉                                                                  | 키스기 에츠코 | 키스기 다카오   | 하기타 미츠오                 |           |
| 2.  | 〈〈병든 잎색의 바람 (러브 송)〉(わくらば色の風（ラヴ・ソング） 와쿠라바이로노카제 라부손구[*])〉             | TAKU          | TAKU            | 요코하마 긴바에 하기타 미츠오 |           |
| 3.  | 〈〈때로는 앙뉘〉(時にはアンニュイ 도키니하 안뉴이[*])〉                                                      | 아키 요코     | 자이츠 카즈오   | 하기타 미츠오                 |           |
| 4.  | 〈〈금구〉(禁区 긴쿠[*])〉                                                                                    | 우리노 마사오 | 호소노 하루오미 | 호소노 하루오미 하기타 미츠오 |           |
| 5.  | 〈〈몽 아모르 -잔에게 반쪽의 황혼-〉(モナムール （グラスに半分の黄昏） 모나무루 구라스니한분노 타소가레[*])〉 | 우리노 마사오 | 호소노 하루오미 | 호소노 하루오미               |           |
| 6.  | 〈〈감상기행〉(感傷紀行 간쇼기코[*])〉                                                                        | 다니무라 신지 | 다니무라 신지   | 하기타 미츠오                 |           |
| 7.  | 〈〈스트라이프〉(ストライプ 스토라이푸[*])〉                                                                  | 키스기 에츠코 | 키스기 다카오   | 하기타 미츠오                 |           |
| 8.  | 〈〈약간의 스캔들〉(少しだけスキャンダル 스코시다케 스캰다루[*])〉                                            | 쇼            | 쇼              | 요코하마 긴바에 하기타 미츠오 |           |
| 9.  | 〈〈르네상스 -상냥함으로 바꾸어-〉(ルネサンス -優しさで変えて- 루네산스 야사시사데카에테[*])〉                | 우리노 마사오 | 호소노 하루오미 | 하기타 미츠오                 |           |
| 10. | 〈〈각오의 가을〉(覚悟の秋 가쿠고노아키[*])〉                                                                 | 다니무라 신지 | 다니무라 신지   | 하기타 미츠오                 |           |
| 11. | 〈〈비너스 탄생〉(ヴィーナス誕生 부이나스 탄조[*])〉                                                          | 아키 요코     | 자이츠 카즈오   | 하기타 미츠오                 |           |